# ديفيد جابلونسكي
ديفيد إيرا جابلونسكي (بالإنجليزية: David Jablonski)‏ (مواليد 1953) هو أستاذ أمريكي للعلوم الجيوفيزيائية في جامعة شيكاغو. يركز بحثه على البيئة والجغرافيا الحيوية لأصل المستجدات الرئيسية، والدور التطوري للانقراضات الجماعية - ولا سيما حدث انقراض العصر الطباشيري - الباليوجين - والعمليات الأخرى واسعة النطاق في تاريخ الحياة. 
جابلونسكي هو مؤيد للتوليف التطوري الموسعة.

## التعليم
تلقى جابلونسكي تعليمه في جامعة كولومبيا (حصل على درجة البكالوريوس في الآداب عام 1974) وأكمل عمله في جامعة ييل (حصل على درجة الماجستير في العلوم عام 1976 والدكتوراه عام 1979). كطالب جامعي، عمل في المتحف الأمريكي للتاريخ الطبيعي في مدينة نيويورك ، نيويورك. ثم تابع أبحاث ما بعد الدكتوراة في جامعة كاليفورنيا ، سانتا باربرا وجامعة كاليفورنيا، بيركلي. [بحاجة لمصدر] وفي عام 1985 تم التعاقد معه من قبل جامعة شيكاغو.

## الجوائز
في عام 1988، منحت جمعية الحفريات القديمة لجابلونسكي جائزة تشارلز شوشيرت، التي تُمنح للأشخاص الذين تقل أعمارهم عن 40 عامًا «ويعكس عملهم التميز والوعود في علم الحفريات». في عام 2010 تم انتخابه في الأكاديمية الوطنية للعلوم. في عام 2017 منحته جمعية الحفريات جائزة وسام جمعية الحفريات.